# Tajura
Tajura là một thành phố của Libya. Thành phố Tajura có diện tích  km², dân số thời điểm năm 2006 là 60.681 người. Đây là thành phố lớn thứ 14 tại Libya.